# Ричланд (Тексас)
Ричланд (енгл. Richland) град је у америчкој савезној држави Тексас. По попису становништва из 2010. у њему је живело 264 становника.

## Демографија
Према попису становништва из 2010. у граду је живело 264 становника, што је 27 (9,3%) становника мање него 2000. године.
| Група             | 2000.       | 2010.       |
| Белци             | 255 (87,6%) | 226 (85,6%) |
| Афроамериканци    | 17 (5,8%)   | 12 (4,5%)   |
| Азијати           | 1 (0,3%)    | 1 (0,4%)    |
| Хиспаноамериканци | 12 (4,1%)   | 20 (7,6%)   |
| Укупно            | 291         | 264         |